# Акара-зебра
Акара-зебра (Nannacara adoketa) — є видом тропічних прісноводних риб. Ця карликова цихліда з Ріу Уаупес та Ріу Прето, двох приток річки Ріу-Негру в Бразилії. Самці досягають 12 см завдовжки, самки дещо менші.

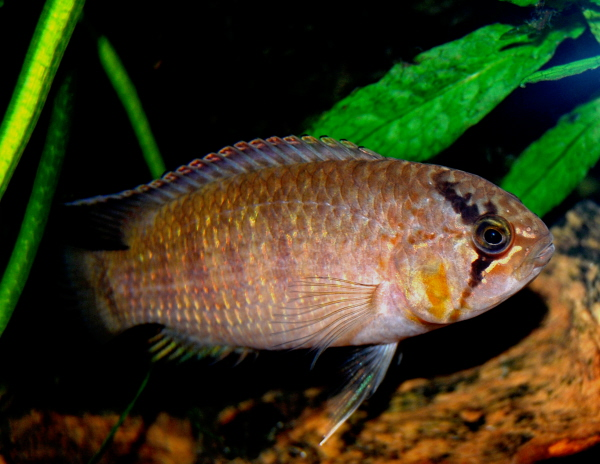
Самець Photo: Birger A

Цей вид живе у відносно невеликих річках у підтопленому лісі. Тут вода дуже м'яка (чорна вода) твердістю 5 — 10°GH і pH між 3,5 і 5,5, й температурою від 23 до 27 °C. Вид має обмежене поширення і тому цінується в акваріумній торгівлі. Вони дуже територіальні.
Акара-зебра живиться переважно личинками комах, але залюбки їсть і сухий спеціалізований корм.
Для утримання потрібен акваріум від 55 літрів.
Тривалість життя становить 5-8 років.